# Дворец правосудия (Валенсия)
Дворец правосудия (исп. Palacio de Justicia de Valencia, кат. Palau de Justícia de València) — дворец на улице Palacio de Justicia в Валенсии.
Первоначально здание, построенное в стиле барокко по приказу Карла III в 1758-1802 гг, занимала Королевская таможня. Через неё проходила вся морская торговля, сделавшая Валенсию одним из экономических центров XVIII века. Однако уже в 1828 году там располагалась табачная фабрика, а в 1914 году начались работы по переустройству его в Дворец правосудия.
Здание представляет собой большой прямоугольный блок c внутренним двориком, а его фасады состоят из открытой кирпичной стены между каменными пилястрами с цоколями и балконами с прямыми и изогнутыми фронтонами, выходящими на первый этаж. Карниз — с балясинами и нишами в стиле барокко, а центральный вход выделяется из стены и завершается скульптурной композицией работы Игнасио Вергара, в которой Карл III предстает между двумя Добродетелями (благоразумие и справедливость). Внутри находится монументальная лестница в стиле академического барокко, напоминающая дворцовые лестницы.
Дворец правосудия — одно из самых успешных зданий периода Бурбонов, построенное Карлом III во времена экономического процветания. Здание в внесено в список Валенсийского и Испанского наследия.

## Галерея

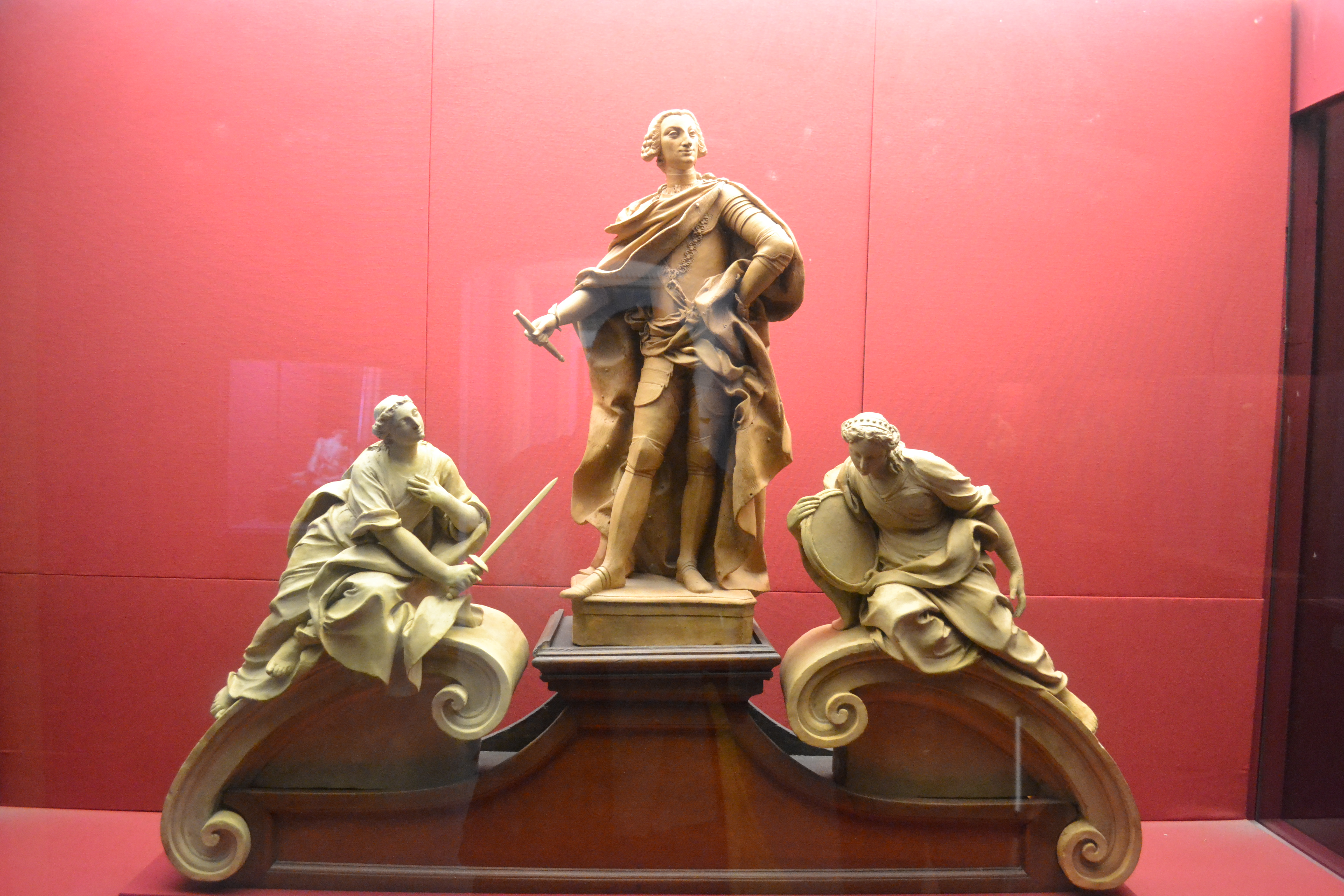
Статуи Карла III и Добродетелей
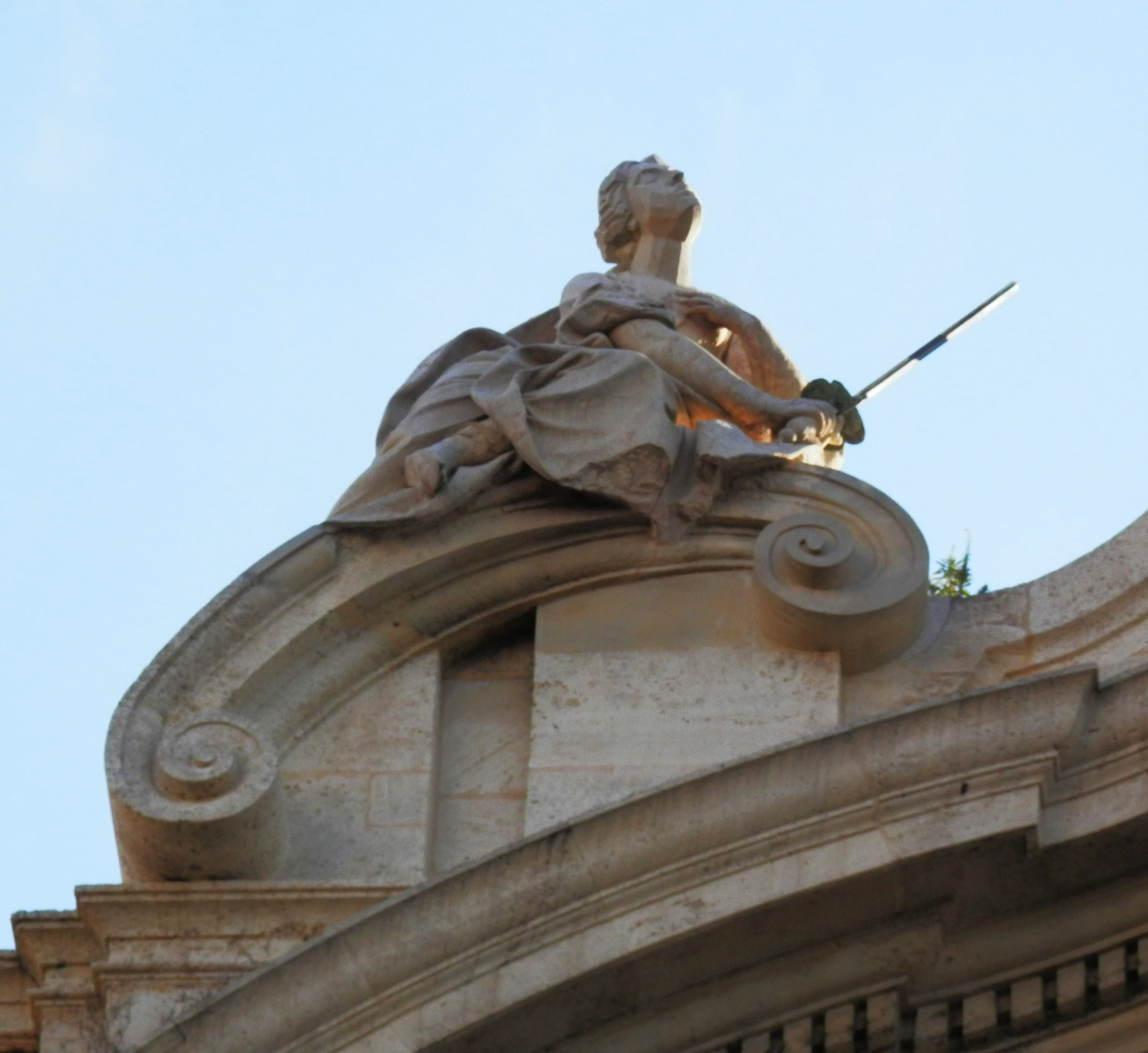
Аллегория Правосудия
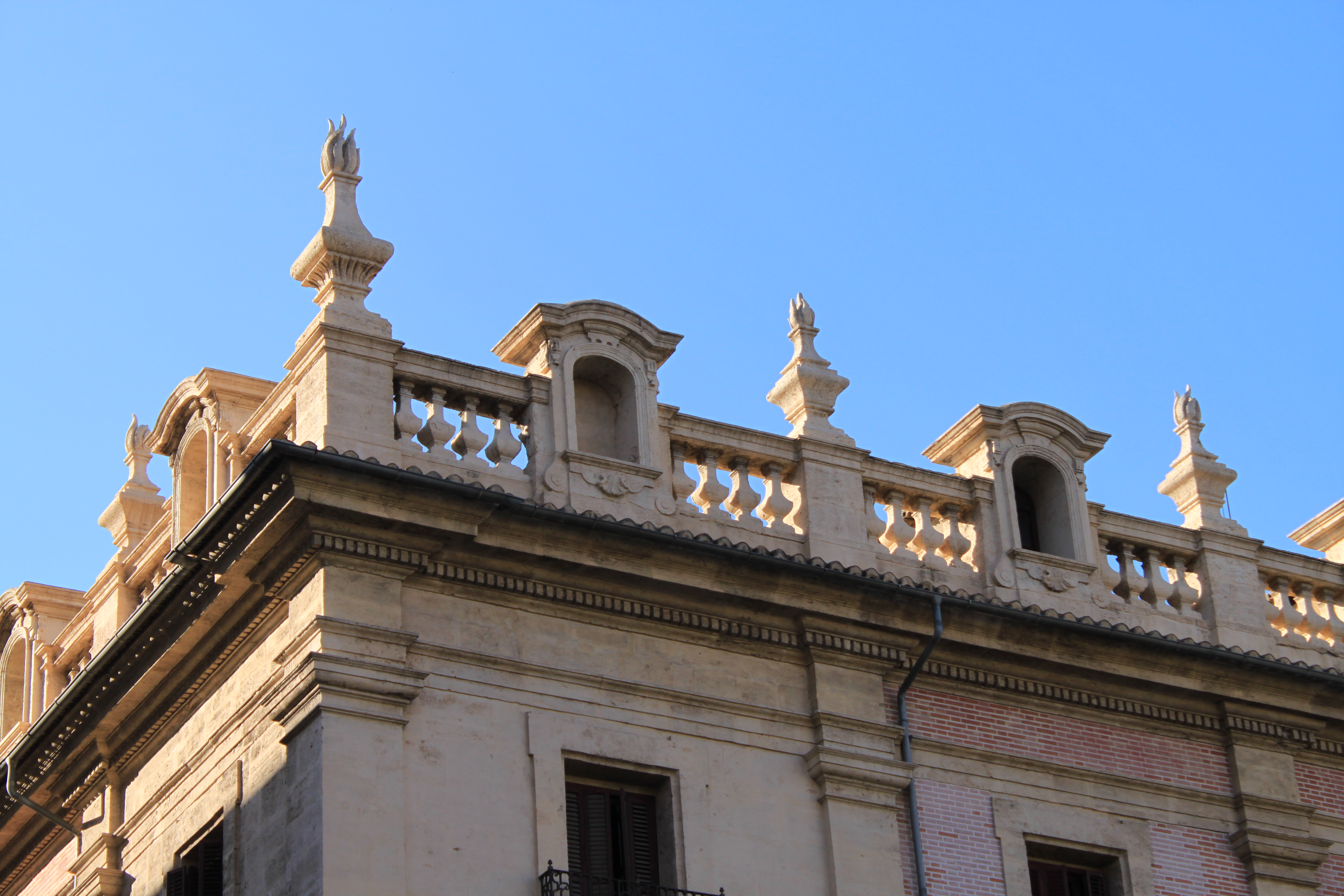
Барочные балясины и ниши